# Stelling (proefschrift)
Stellingen bij een proefschrift zijn een aantal beweringen, door de promovendus gedaan, die meestal op een los vel bij het proefschrift worden geleverd en die de promovendus tijdens de promotieplechtigheid wil verdedigen tegen de opponenten. Een aantal ervan heeft betrekking op het wetenschappelijke werk waarvan het proefschrift een verslag is, maar daarnaast moet er een aantal stellingen worden verdedigd die hiermee nadrukkelijk geen verband houden. Het is traditie om, naast de (meestal 10) serieuze stellingen, ook een of meer zogenaamde schertsstellingen op te nemen die men, indien daarover bevraagd,  bereid moet zijn te verdedigen. Het is lang niet bij alle universiteiten (meer) gebruikelijk of verplicht om stellingen op te nemen in het proefschrift.

## Promoveren op stellingen
Van de middeleeuwen tot ver in de negentiende eeuw hoefde niet op een dik boekwerk, met daarin de verslaglegging van het eigen onderzoek te worden gepromoveerd, maar kon men volstaan met een aantal stellingen. Deze gang van zaken illustreert de rol die het verbale element lange tijd in het universitair onderwijs heeft gespeeld. Wetenschap was dogmatisch van aard: er bestonden verschillende scholen van wetenschappers, waarbij de opvattingen van iedere school niet alleen empirisch, maar ook logisch werden verdedigd. Bovendien studeerden de meeste studenten niet af. Dat was ook niet nodig, want in de zes- en zeventiende eeuw hechtte men weinig waarde aan getuigschriften. De manier om te tonen dat universitair onderwijs was genoten was de wijze waarop iemand zich mondeling wist uit te drukken en het Latijn beheerste. Het universitaire onderwijs reflecteerde dat en bestond behalve uit hoorcolleges (lectio), voor de helft uit oefenpromoties (exercitio gratia) waarbij de studenten verbaal werden getraind.
Uiteindelijk zagen de geneeskundigen als eersten in dat zij hun maatschappelijk krediet moesten verdienen, op grond van een proeve van wetenschappelijk kunnen. Vanaf 1850 gingen zij steeds vaker promoveren op de schriftelijke vastlegging van hun eigen onderzoek. Bij juristen, voor wie de welsprekendheid van veel groter belang is, begon deze ontwikkeling veel later, en promoveerden veel studenten tot (na) 1900 nog op stellingen.
Het proces werd versneld doordat in de negentiende eeuw de eenheidsstaat ontstond. Dat bracht een bureaucratie met zich mee, waardoor het belang van de juiste papieren groeide en studies meer beroepsopleidingen werden. Gevolg was dat ook de promotie veranderde. Deze stelde tot in de negentiende eeuw weinig voor en had eigenlijk de functie van het huidige afstuderen. De arbeid was vergelijkbaar met het schrijven van een doctoraalscriptie, waaraan men enkele maanden kwijt was.

## Wet op het Hoger Onderwijs 1876
Een nieuwe wet van 1876 op het hoger onderwijs in Nederland moderniseerde het academische onderwijs ingrijpend en maakte de weg vrij voor de nieuwe praktijk. Uiteraard was de overgang geleidelijk, namelijk van veel stellingen naar een steeds kleiner, maar veel uitgebreider beargumenteerd aantal. Begin twintigste eeuw was men gemiddeld al één tot drie jaar kwijt aan de dissertatie, tegenwoordig nog veel meer. Als gevolg werden de stellingen van steeds ondergeschikter belang. Het gebruik om ook schertsstellingen mee te nemen ontstond uiteindelijk pas na de Tweede Wereldoorlog.
Inmiddels zijn stellingen vooral traditie. Hoewel er tijdens de promotieplechtigheid naar kan worden gevraagd, gebeurt het niet meer dat de dissertatie bij een slechte verdediging wordt afgekeurd. Bij verschillende universiteiten is het tegenwoordig zelfs niet meer verplicht stellingen bij een proefschrift te voegen. Bij de Universiteit Utrecht is discussie over stellingen tijdens de verdediging zelfs uitdrukkelijk verboden.
Een mooie anekdote betreft de dichter J.C. Bloem die nog in 1916 wist te promoveren op 24 stellingen van slechts tien kantjes. Toen hij tijdens zijn verdediging in serieuze problemen kwam, sprak hij naar verluidt: 'Ach, hooggeleerde opponent, het is tenslotte maar een stelling'.
Vooral de schertsstellingen trekken nog weleens de aandacht van de media. Bijvoorbeeld:
De beste stellingen zijn van hout.
(Robertus Adrianus Eek, werktuigbouwkundig ingenieur, TU Delft).
Originaliteit is veelal het goed verborgen weten te houden van zijn bronnen.
(M.J.J. Putte, natuurkundig ingenieur, TU Delft) 
Bewust of onbewust was deze stelling tevens een voorbeeld van zichzelf, want van Albert Einstein was de volgende uitspraak al bekend: The secret to creativity is knowing how to hide your sources.
De opkomst van het handsfree mobiel bellen in het openbaar heeft een aanzienlijke bijdrage geleverd aan de maatschappelijke acceptatie van de in zichzelf pratende psychiatrische patiënt.
(A. Nederbragt, Universiteit Utrecht)
Spreken in het openbaar is gemakkelijk met een mobiele telefoon.
(R.L. Roothaert Universiteit Wageningen, 2000)
Laatstgenoemde stelling werd in 2006 (in nauwelijks andere bewoordingen) opnieuw geponeerd door W.J. Raven aan de Technische Universiteit Delft, en in 2007 door Ashraf Yassen aan de Universiteit Leiden. Hoewel hier waarschijnlijk geen opzet in het spel is, en dus geen reden om te klagen over plagiaat, kan de promovendus zulke doublures vermijden door eerst een online stellingendatabank te raadplegen.